# Statens räddningsverk
För räddningsverk i Finland, se Räddningsverk.
Statens räddningsverk (SRV) var en svensk statlig myndighet, som verkade 1986-2008. Det hade huvudkontor i Karlstad och var etablerad också i Karlskoga och Kristinehamn samt med skolor i Revinge, Rosersberg, Sandö och Skövde. Räddningsverket skapades genom en sammanslagning av de tidigare myndigheterna Civilförsvarsstyrelsen och Statens brandnämnd.

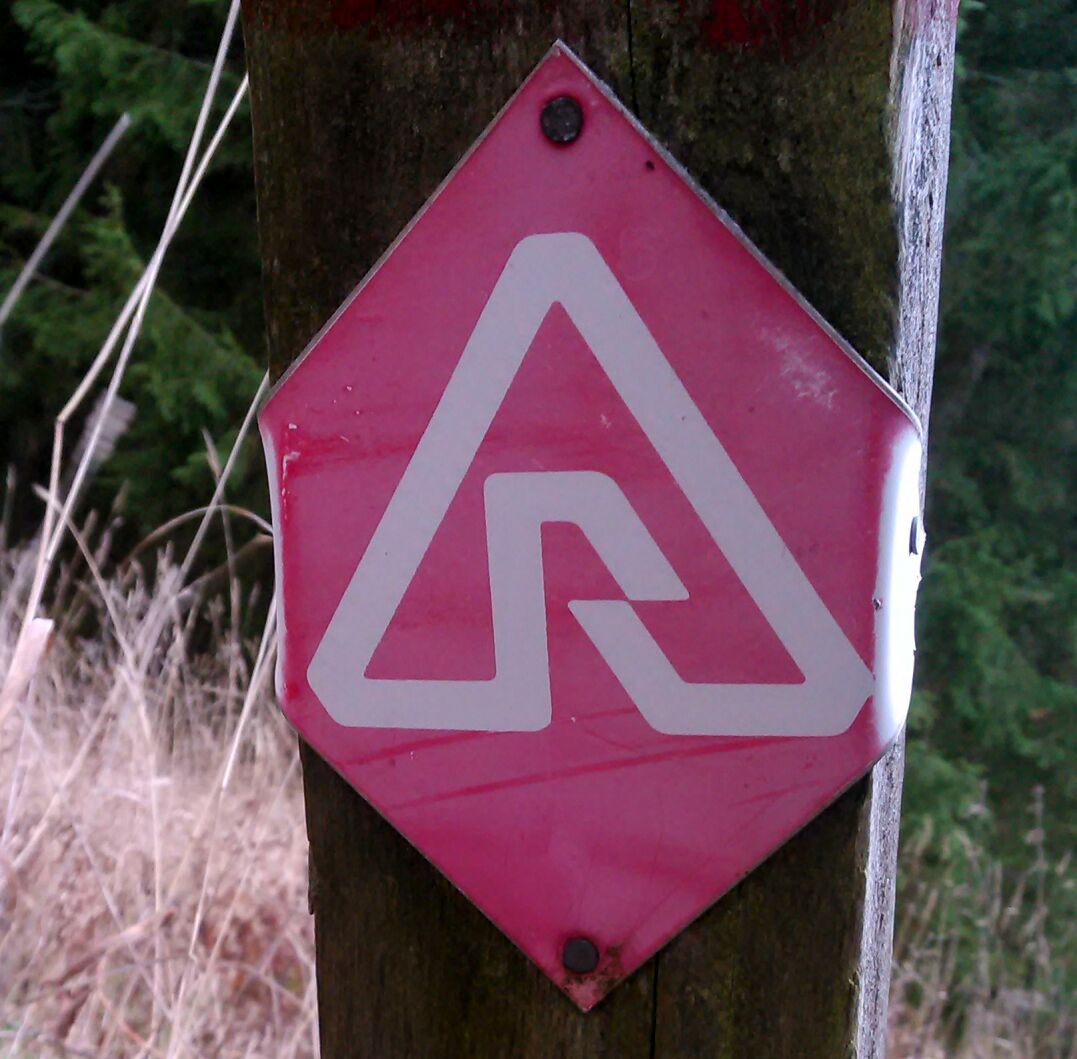
Skylt med Räddningsverkets logotyp vid gränsen för ett övningsområde utanför Skövde.

## Verksamhet
Räddningsverkets skolor gav utbildningar till brandmän, brandförmän och brandmästare samt "Förebyggande utbildning" I och II. Brandingenjörernas påbyggnadsår gavs vid skolan i Revinge. Grundutbildning för att bli sotare fanns på skolan i Rosersberg. Under Räddningsverkets senare år ersattes "Brandman heltid" med grundutbildning i skydd mot olyckor, en tvåårig eftergymnasial utbildning för att bli brandman eller för på annat sätt arbeta med räddning och säkerhet.
Räddningsverket svarade bland annat för databasen RIB (Räddningsverkets integrerade beslutsstöd för skydd mot olyckor).

## Nedläggning
Riksdagen beslöt 2008 att om inrättande av en ny myndighet från 2009 och nedläggning av Räddningsverket, Krisberedskapsmyndigheten och Styrelsen för psykologiskt försvar. Den nya myndigheten, Myndigheten för samhällsskydd och beredskap (MSB), fick en samordnande roll i krisberedskapsarbetet.

## Generaldirektörer
- 1 juli 1986–31 maj 2000: Lennart Myhlback
- 1 juni 2000–28 februari 2006: Christina Salomonson
- 1 mars 2006–30 juni 2008: Göran Gunnarsson
- 1 juli 2008–31 december 2008: Helena Lindberg